# Плейноу
 Тази статия е за града в Тексас, САЩ.  За града в Илинойс вижте Плейноу (Илинойс).  
Плѐйноу (на английски: Plano) е град в Тексас, Съединени американски щати. Намира се на 25 km северно от центъра на Далас. Населението му е около 286 143 души (по приблизителна оценка от 2017 г.).

## Личности
Родени в Плейноу
- Ланс Армстронг (р. 1971), колоездач

Починали в Плейноу
- Лион Спраг де Камп (1907-2000), писател